# Мечеть Шишли
Мечеть Шишли (тур. Şişli Camii) — мечеть, расположенная на площади Шишли, между проспектом Бююкдере, улицами Халаскаргази и Абиде-и Хюрриет в районе Шишли города Стамбул (Турция).
Из-за отсутствия какой-либо мечети в Шишли, которая была включена в городскую площадь в результате быстрого расширения Стамбула в 1940-х годах, местные жители требовали строительства мечети. По инициативе мэра Стамбула Лютфи Кырдара, земля площадью 3 219 м² была продана по символической цене попечителям мечети.
Её строительство по проекту архитектора Али Васфи Эгели началось в 1945 году. Она была выполнена в стиле классической османской архитектуры. В 1949 году мечеть была открыта для молений. Она стала первой мечетью в Турции, построенной после 1923 года, в Республиканскую эру.
Над входной дверью закреплена каллиграфическая надпись, выполненная арабским шрифтом Хамидом Айтачем (1891—1982). В центре двора находится двенадцатиугольный шадирван, хранящий воду для вуду, ритуального омовения. Во дворе также расположены помещения для имама, муэдзина, других служителей мечети и библиотека.
Ко входу в мечеть ведёт лестница. Внутри в центре располагается мраморный фонтан. Скамьи расположены по обе стороны от входа. Пол покрыт розовым ковром и отапливается. Потолок мечети Шшили декорирован. Внутренние стены украшены каллиграфическими надписями. Окна над мраморным михрабом сделаны из цветного стекла.